# M-409 (Spanje)

De M-409

De M-409 of Autovía Leganés-Fuenlabrada is een autovía in Madrid met een lengte van 2,7 kilometer. De snelweg verbindt de M-406 in Leganés met de Calle de Leganés in Fuenlabrada.